# بيرثا بروير
بيرثا بروير (بالهولندية: Puck Brouwer)‏ هي منافسة ألعاب القوى هولندية، ولدت في 29 أكتوبر 1930 في لايدسخيندام في هولندا، وتوفيت في 6 أكتوبر 2006 في Oostvoorne ‏ في هولندا.

## وصلات خارجية
- بيرثا بروير على موقع اللجنة الأولمبية الدولية (الإنجليزية)
- بيرثا بروير على موقع أوليمبيديا (الإنجليزية)